# Дворец Мухтарова
Дворец Мухтарова (азерб. Muxtarovun evi) — здание на улице Муртузы Мухтарова города Баку, Азербайджан.
Дворец построен в 1911—1912 годах на средства нефтепромышленника, миллионера-мецената Муртузы Мухтарова по проекту Иосифа Плошко. Мухтарову во время совершения турне по Европе с супругой очень понравилась архитектура Венеции. После поездки Мухтаров решил построить в Баку дворец в венецианском стиле. Дворец задуман и выполнен архитектором Плошко И. К., также спроектировавшим здание «Исмаилийе», в духе французской готики. В первые годы советской власти во дворце помещался клуб освобожденной тюрчанки, затем Дворец бракосочетания. На сегодняшний день дворец является одним из самых примечательных архитектурных сооружений Баку.

## История
Однажды Мухтаров, находясь по делам во Владикавказе, познакомился с известным на Кавказе генералом Тугановым. Генерал пригласил состоятельного бакинца посетить его дом во Владикавказе. Там Мухтаров и познакомился со своей будущей женой — средней дочерью генерала, Лизой. После возвращения из путешествия по Италии, Мухтаров задумал построить для горячо любимой жены дворец, точно такой же, каким она восхищалась в Венеции. Всего за один год (1911—1912) дворец был построен архитектором И. Плошко, автором прекрасного здания «Исмаилийе». Дворец задуман и выполнен в духе «французской готики».
Несмотря на всю красоту и необыкновенную архитектуру в истории этого здания, построенного для любимой супруги, произошло два больших несчастья. Одно из них произошло во время установления на верхнюю часть дворца скульптуры рыцаря — 20 января 1914 года — споткнувшись и упав, умер в возрасте 35 лет один из братьев Касумовых — Имран.
С приходом большевиков дом был у Мухтарова реквизирован. В один из дней во двор дворца въехали конные красноармейцы, с постановлением об аресте хозяина и его семьи. Услыхав шум, Муртуза Мухтаров, выйдя на балкон, увидел незваных гостей. Возмутившись подобной наглостью, он спросил у них, как они осмелились въехать на лошадях во двор, устланный дорогим итальянским мрамором. Ответом был отборнейший мат, на что Муртуза, не теряя самообладания, достал револьвер и застрелил посланников, оставив последнюю пулю для себя.
В послереволюционные годы здесь помещался «Клуб освобожденной турчанки», затем Бюро помощи детям, потом в доме был открыт музей-заповедник Ширваншахов, а затем Дворец бракосочетаний («Сеадет сараи» — «Дворец счастья»).